# Sputnik (película)
Sputnik (en ruso: Спутник) es una película rusa de terror y ciencia ficción dirigida por Egor Abramenko. Protagonizada por Oksana Akínshina, Pyotr Fyodorov y Fiódor Bondarchuk, fue estrenada el 23 de abril de 2020 en Rusia a través de plataformas digitales.
Su estreno estaba previsto para el mes de abril de 2020 en el Festival de Cine de Tribeca, pero el evento tuvo que ser pospuesto por la pandemia de COVID-19. En general ha tenido reseñas positivas, y actualmente cuenta con 88% de aprobación en la página Rotten Tomatoes.

## Sinopsis
En 1983, dos cosmonautas rusos regresan a la Tierra. Al aterrizar en una lejana estepa del Kazajistán soviético, solamente uno de ellos es encontrado con vida. Sin embargo, su extraño comportamiento y anormal entereza física hacen pensar a los miembros de una instalación militar que no ha llegado a la tierra solo, y que guarda dentro de sí a un ser de otro planeta. Para investigar este fenómeno, el coronel Semiradov se hace con los servicios de Tatyana Yuryevna Klimova, una joven psiquiatra reconocida por sus métodos poco convencionales pero efectivos.

## Reparto

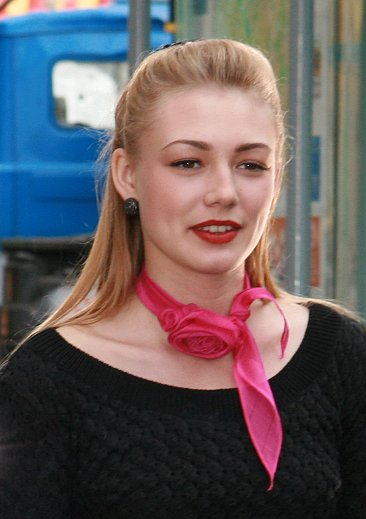
Oksana Akínshina interpretó el papel principal en el filme

- Oksana Akínshina es Tatyana Yuryevna Klimova
- Fiódor Bondarchuk es el coronel Semiradov
- Pyotr Fyodorov es Konstantin
- Anton Vasiliev es Yan Rigel
- Aleksey Demidov es Kirill Averchenko
- Anna Nazarova es la enfermera

## Producciones relacionadas
En marzo de 2021, el medio Deadline anunció que la productora de Matt Reeves se encontraba en conversaciones con las compañías Films y Village Roadshow Pictures para realizar una nueva versión en inglés de Sputnik. A finales del mismo mes el mismo medio mencionó que el remake ya se encontraba en su etapa de desarrollo, bajo la producción de Reeves, Adam Kassan y Rafi Chrohn.